# Élections départementales de 2015 dans le Doubs
Les élections départementales ont lieu les 22 et 29 mars 2015.

## Contexte départemental
Après avoir été détenu onze ans par la gauche, le département bascule à droite.

### Assemblée départementale sortante
Avant les élections, le conseil général du Doubs est présidé par Claude Jeannerot, membre du (PS). Il comprend 35 conseillers généraux issus des 35 cantons du Doubs. Après le redécoupage cantonal de 2014, ce sont 38 conseillers qui seront élus au sein des 19 nouveaux cantons du Doubs.
| Parti                             | Sigle | Sigle | Élus |
| --------------------------------- | ----- | ----- | ---- |
| Majorité (22 sièges)              |       |       |      |
| Parti socialiste                  |       | PS    | 17   |
| Divers gauche                     |       | DVG   | 5    |
| Opposition (13 sièges)            |       |       |      |
| Divers droite                     |       | DVD   | 7    |
| Union pour un mouvement populaire |       | UMP   | 6    |
| Président du Conseil général      |       |       |      |
| Claude Jeannerot (PS)             |       |       |      |

### Assemblée départementale élue
| Parti                                | Sigle | Sigle | Élus |
| ------------------------------------ | ----- | ----- | ---- |
| Majorité (24 sièges)                 |       |       |      |
| Union pour un mouvement populaire    |       | UMP   | 12   |
| Divers droite                        |       | DVD   | 9    |
| Union des démocrates et indépendants |       | UDI   | 2    |
| MoDem                                |       | MoDem | 1    |
| Opposition (14 sièges)               |       |       |      |
| Parti socialiste                     |       | PS    | 8    |
| Divers gauche                        |       | DVG   | 6    |
| Président du Conseil départemental   |       |       |      |
| Christine Bouquin (DVD)              |       |       |      |

## Résultats à l'échelle du département

### Résultats par nuances du ministère de l'Intérieur
Les nuances utilisées par le ministère de l'Intérieur ne tiennent pas compte des alliances locales.
| Binômes     | Binômes            | Premier tour | Premier tour | Second tour | Second tour | Sièges |
| Binômes     | Binômes            | Voix         | %            | Voix        | %           | Sièges |
| ----------- | ------------------ | ------------ | ------------ | ----------- | ----------- | ------ |
|             | Union de la droite | 43 055       | 23,71        | 48 305      | 27,05       | 16     |
|             | UMP                | 10 939       | 6,02         | 14 076      | 7,88        | 6      |
|             | DVD                | 5 952        | 3,28         | 3 806       | 2,13        | 2      |
| Droite      | Droite             | 59 946       | 33,01        | 66 187      | 37,06       | 24     |
|             |                    |              |              |             |             |        |
|             | PS                 | 39 754       | 21,89        | 54 209      | 30,35       | 14     |
|             | DVG                | 8 582        | 4,73         | 5 588       | 3,13        | 0      |
|             | EÉLV               | 6 086        | 3,35         | 4 305       | 2,41        | 0      |
|             | PCF                | 5 974        | 3,29         |             |             |        |
|             | FG                 | 2 687        | 1,48         |             |             |        |
|             | Union de la gauche | 1 911        | 1,05         |             |             |        |
| Gauche      | Gauche             | 64 994       | 35,79        | 64 102      | 35,89       | 14     |
|             |                    |              |              |             |             |        |
|             | FN                 | 53 388       | 29,40        | 45 627      | 25,55       | 0      |
|             |                    |              |              |             |             |        |
|             | Divers             | 3 269        | 1,80         | 2 687       | 1,50        | 0      |
|             |                    |              |              |             |             |        |
| Inscrits    | Inscrits           | 362 582      | 100,00       | 362 567     | 100,00      |        |
| Abstentions | Abstentions        | 171 557      | 47,32        | 169 173     | 46,66       |        |
| Votants     | Votants            | 191 025      | 52,68        | 193 394     | 53,34       |        |
| Blancs      | Blancs             | 6 073        | 3,18         | 10 119      | 5,23        |        |
| Nuls        | Nuls               | 3 355        | 1,76         | 4 672       | 2,42        |        |
| Exprimés    | Exprimés           | 181 597      | 95,06        | 178 603     | 92,35       |        |

### Résultats par canton
| Canton                    | Conseiller sortant     | Parti                     | Parti       | Conseiller élu            | Parti           | Parti           |
| ------------------------- | ---------------------- | ------------------------- | ----------- | ------------------------- | --------------- | --------------- |
| Amancey                   | Patrick Ronot          |                           | UMP         | Canton supprimé           | Canton supprimé | Canton supprimé |
| Audeux                    | Gérard Galliot         |                           | DVG         | Canton supprimé           | Canton supprimé | Canton supprimé |
| Audincourt                | Paul Coizet*           |                           | PS          | David Barbier             |                 | PS              |
| Audincourt                | Paul Coizet*           | Christine Coren-Gasperoni | PS          |                           | DVG             |                 |
| Baume-les-Dames           | Marc Pétrement*        |                           | DVD         | Claude Dallavalle         |                 | DVG             |
| Baume-les-Dames           | Marc Pétrement*        | Danièle Nevers            | DVD         |                           | PS              |                 |
| Bavans                    | Canton créé            | Canton créé               | Canton créé | Marie Chassery            |                 | DVG             |
| Bavans                    | Canton créé            | Canton créé               | Canton créé | Rémy Nappey               |                 | PS              |
| Besançon-1                | Canton créé            | Canton créé               | Canton créé | Gérard Galliot            |                 | DVG             |
| Besançon-1                | Canton créé            | Canton créé               | Canton créé | Myriam Lemercier          |                 | PS              |
| Besançon-2                | Canton créé            | Canton créé               | Canton créé | Françoise Branget         |                 | UMP             |
| Besançon-2                | Canton créé            | Canton créé               | Canton créé | Michel Vienet             |                 | UMP             |
| Besançon-3                | Canton créé            | Canton créé               | Canton créé | Marie-Laure Dalphin       |                 | UMP             |
| Besançon-3                | Canton créé            | Canton créé               | Canton créé | Philippe Gonon            |                 | UDI             |
| Besançon-4                | Canton créé            | Canton créé               | Canton créé | Odile Faivre-Petitjean    |                 | MoDem           |
| Besançon-4                | Canton créé            | Canton créé               | Canton créé | Alain Loriguet            |                 | UMP             |
| Besançon-5                | Canton créé            | Canton créé               | Canton créé | Catherine Cuinet          |                 | DVD             |
| Besançon-5                | Canton créé            | Canton créé               | Canton créé | Ludovic Fagaut            |                 | UMP             |
| Besançon-6                | Canton créé            | Canton créé               | Canton créé | Claude Jeannerot          |                 | PS              |
| Besançon-6                | Canton créé            | Canton créé               | Canton créé | Géraldine Leroy           |                 | DVG             |
| Besançon-Est              | Patricia Olivares*     |                           | PS          | Canton supprimé           | Canton supprimé | Canton supprimé |
| Besançon-Nord-Est         | Claude Girard*         |                           | PS          | Canton supprimé           | Canton supprimé | Canton supprimé |
| Besançon-Nord-Ouest       | Vincent Fuster         |                           | PS          | Canton supprimé           | Canton supprimé | Canton supprimé |
| Besançon-Ouest            | Claude Jeannerot       |                           | PS          | Canton supprimé           | Canton supprimé | Canton supprimé |
| Besançon-Planoise         | Lotfi Saïd             |                           | PS          | Canton supprimé           | Canton supprimé | Canton supprimé |
| Besançon-Sud              | Yves-Michel Dahoui     |                           | PS          | Canton supprimé           | Canton supprimé | Canton supprimé |
| Bethoncourt               | Canton créé            | Canton créé               | Canton créé | Magali Duvernois          |                 | PS              |
| Bethoncourt               | Canton créé            | Canton créé               | Canton créé | Noël Gauthier             |                 | PS              |
| Boussières                | Annick Jacquemet       |                           | UMP         | Canton supprimé           | Canton supprimé | Canton supprimé |
| Clerval                   | Frédéric Cartier       |                           | UMP         | Canton supprimé           | Canton supprimé | Canton supprimé |
| Étupes                    | Michel Rondot*         |                           | PS          | Canton supprimé           | Canton supprimé | Canton supprimé |
| Frasne                    | Canton créé            | Canton créé               | Canton créé | Philippe Alpy             |                 | DVD             |
| Frasne                    | Canton créé            | Canton créé               | Canton créé | Michèle Letoublon         |                 | DVD             |
| Hérimoncourt              | Jean-Marie Bart*       |                           | PS          | Canton supprimé           | Canton supprimé | Canton supprimé |
| Levier                    | Jean-Pierre Gurtner*   |                           | DVD         | Canton supprimé           | Canton supprimé | Canton supprimé |
| L'Isle-sur-le-Doubs       | Rémy Nappey            |                           | PS          | Canton supprimé           | Canton supprimé | Canton supprimé |
| Maîche                    | Christine Bouquin      |                           | DVD         | Christine Bouquin         |                 | DVD             |
| Maîche                    | Christine Bouquin      | Serge Cagnon              | DVD         |                           | DVD             |                 |
| Marchaux                  | Philippe Beluche*      |                           | PS          | Canton supprimé           | Canton supprimé | Canton supprimé |
| Montbéliard               | Canton créé            | Canton créé               | Canton créé | Virginie Chavey           |                 | UMP             |
| Montbéliard               | Canton créé            | Canton créé               | Canton créé | Jean-Luc Guyon            |                 | UMP             |
| Montbéliard-Est           | Marie-Noëlle Biguinet* |                           | UMP         | Canton supprimé           | Canton supprimé | Canton supprimé |
| Montbéliard-Ouest         | Pierre Helias*         |                           | PS          | Canton supprimé           | Canton supprimé | Canton supprimé |
| Montbenoît                | Alain Marguet          |                           | UMP         | Canton supprimé           | Canton supprimé | Canton supprimé |
| Morteau                   | Albert Rognon*         |                           | UMP         | Jacqueline Cuenot-Stalder |                 | UMP             |
| Morteau                   | Albert Rognon*         | Denis Leroux              | UMP         |                           | UMP             |                 |
| Mouthe                    | Jean-Marie Saillard*   |                           | DVD         | Canton supprimé           | Canton supprimé | Canton supprimé |
| Ornans                    | Béatrix Loizon         |                           | DVD         | Béatrix Loizon            |                 | DVD             |
| Ornans                    | Béatrix Loizon         | Alain Marguet             | DVD         |                           | UMP             |                 |
| Pierrefontaine-les-Varans | Jean-Marie Pobelle*    |                           | UMP         | Canton supprimé           | Canton supprimé | Canton supprimé |
| Pontarlier                | Christian Bouday       |                           | DVG         | Florence Rogeboz          |                 | DVD             |
| Pontarlier                | Christian Bouday       | Pierre Simon              | DVG         |                           | UDI             |                 |
| Pont-de-Roide             | Frédéric Barbier       |                           | PS          | Canton supprimé           | Canton supprimé | Canton supprimé |
| Quingey                   | Jacques Breuil*        |                           | PS          | Canton supprimé           | Canton supprimé | Canton supprimé |
| Rougemont                 | Danièle Nevers         |                           | PS          | Canton supprimé           | Canton supprimé | Canton supprimé |
| Roulans                   | Claude Dallavalle*     |                           | DVG         | Canton supprimé           | Canton supprimé | Canton supprimé |
| Russey                    | Gilles Robert          |                           | PS          | Canton supprimé           | Canton supprimé | Canton supprimé |
| Saint-Hippolyte           | Serge Cagnon           |                           | DVD         | Canton supprimé           | Canton supprimé | Canton supprimé |
| Saint-Vit                 | Canton créé            | Canton créé               | Canton créé | Annick Jacquemet          |                 | UMP             |
| Saint-Vit                 | Canton créé            | Canton créé               | Canton créé | Thierry Maire du Poset    |                 | DVD             |
| Sochaux-Grand-Charmont    | Noël Gauthier          |                           | PS          | Canton supprimé           | Canton supprimé | Canton supprimé |
| Valdahon                  | Canton créé            | Canton créé               | Canton créé | Sylvie Le Hir             |                 | UMP             |
| Valdahon                  | Canton créé            | Canton créé               | Canton créé | Thierry Vernier           |                 | DVD             |
| Valentigney               | Martine Voidey         |                           | DVG         | Frédéric Barbier          |                 | PS              |
| Valentigney               | Martine Voidey         | Martine Voidey            | DVG         |                           | DVG             |                 |
| Vercel-Villedieu-le-Camp  | Léon Bessot            |                           | DVG         | Canton supprimé           | Canton supprimé | Canton supprimé |

* Conseillers généraux sortants ne se représentant pas

## Résultats par canton

### Canton d'Audincourt
| Candidats   | Candidats                   | Partis      | Partis      | Premier tour | Premier tour | Second tour | Second tour |
| Candidats   | Candidats                   | Partis      | Partis      | Voix         | %            | Voix        | %           |
| ----------- | --------------------------- | ----------- | ----------- | ------------ | ------------ | ----------- | ----------- |
| 1           | Loup Viallet                |             | FN          | 3 574        | 37,57        | 4 463       | 47,35       |
| 1           | Francine Wicht              |             | FN          | 3 574        | 37,57        | 4 463       | 47,35       |
| 2           | Michel Racque               |             | PCF         | 479          | 5,04         |             |             |
| 2           | Corinne Riquet              |             | DVG         | 479          | 5,04         |             |             |
| 3           | Maryline Chalot             |             | DVD         | 2 135        | 22,45        |             |             |
| 3           | Didier Klein                |             | UDI         | 2 135        | 22,45        |             |             |
| 4           | David Barbier               |             | PS          | 3 189        | 33,53        | 4 962       | 52,65       |
| 4           | Christine Coren - Gasperoni |             | DVG         | 3 189        | 33,53        | 4 962       | 52,65       |
| 5           | Yassine Bouchtaoui          |             | DIV         | 135          | 1,42         |             |             |
| 5           | Nora Guettouche             |             | DIV         | 135          | 1,42         |             |             |
|             |                             |             |             |              |              |             |             |
| Inscrits    | Inscrits                    | Inscrits    | Inscrits    | 20 808       | 100,00       | 20 804      | 100,00      |
| Abstentions | Abstentions                 | Abstentions | Abstentions | 10 932       | 52,54        | 10 472      | 50,34       |
| Votants     | Votants                     | Votants     | Votants     | 9 876        | 47,46        | 10 332      | 49,66       |
| Blancs      | Blancs                      | Blancs      | Blancs      | 234          | 2,37         | 606         | 5,87        |
| Nuls        | Nuls                        | Nuls        | Nuls        | 130          | 1,32         | 301         | 2,91        |
| Exprimés    | Exprimés                    | Exprimés    | Exprimés    | 9 512        | 96,31        | 9 425       | 91,22       |

### Canton de Baume-les-Dames
| Candidats            | Candidats                   | Partis      | Partis      | Premier tour | Premier tour | Second tour | Second tour |
| Candidats            | Candidats                   | Partis      | Partis      | Voix         | %            | Voix        | %           |
| -------------------- | --------------------------- | ----------- | ----------- | ------------ | ------------ | ----------- | ----------- |
| 1                    | Françoise Monnier           |             | PCF         | 915          | 7,62         |             |             |
| 1                    | Michaël Vandernoot          |             | DVG         | 915          | 7,62         |             |             |
| 2                    | Claude Dallavalle*          |             | DVG         | 3 498        | 29,15        | 4 531       | 35,12       |
| 2                    | Danièle Nevers              |             | PS          | 3 498        | 29,15        | 4 531       | 35,12       |
| 3                    | Anne-Sophie Garino-Tinchant |             | DVD         | 3 508        | 29,23        | 4 254       | 32,97       |
| 3                    | Charles Piquard             |             | DVD         | 3 508        | 29,23        | 4 254       | 32,97       |
| 4                    | Dominique Leclercq          |             | FN          | 4 081        | 34,00        | 4 116       | 31,9        |
| 4                    | Jacques Ricciardetti        |             | FN          | 4 081        | 34,00        | 4 116       | 31,9        |
|                      |                             |             |             |              |              |             |             |
| Inscrits             | Inscrits                    | Inscrits    | Inscrits    | 21 461       | 100,00       | 21 454      | 100,00      |
| Abstentions          | Abstentions                 | Abstentions | Abstentions | 8 772        | 40,87        | 7 988       | 37,23       |
| Votants              | Votants                     | Votants     | Votants     | 12 689       | 59,13        | 13 466      | 62,77       |
| Blancs               | Blancs                      | Blancs      | Blancs      | 414          | 3,26         | 383         | 2,84        |
| Nuls                 | Nuls                        | Nuls        | Nuls        | 273          | 2,15         | 182         | 1,35        |
| Exprimés             | Exprimés                    | Exprimés    | Exprimés    | 12 002       | 94,59        | 12 901      | 95,8        |
| * conseiller sortant |                             |             |             |              |              |             |             |

### Canton de Bavans
| Candidats            | Candidats          | Partis      | Partis      | Premier tour | Premier tour | Second tour | Second tour |
| Candidats            | Candidats          | Partis      | Partis      | Voix         | %            | Voix        | %           |
| -------------------- | ------------------ | ----------- | ----------- | ------------ | ------------ | ----------- | ----------- |
| 1                    | Nathalie Atar      |             | UMP         | 4 213        | 30,48        | 4 880       | 32,26       |
| 1                    | Frédéric Cartier*  |             | UMP         | 4 213        | 30,48        | 4 880       | 32,26       |
| 2                    | Marie Chassery     |             | DVG         | 4 560        | 33,00        | 5 201       | 34,39       |
| 2                    | Rémy Nappey        |             | PS          | 4 560        | 33,00        | 5 201       | 34,39       |
| 3                    | Franck Bernard     |             | FN          | 5 047        | 36,52        | 5 044       | 33,35       |
| 3                    | Catherine Leclercq |             | FN          | 5 047        | 36,52        | 5 044       | 33,35       |
|                      |                    |             |             |              |              |             |             |
| Inscrits             | Inscrits           | Inscrits    | Inscrits    | 24 077       | 100,00       | 24 077      | 100,00      |
| Abstentions          | Abstentions        | Abstentions | Abstentions | 9 565        | 39,73        | 8 498       | 35,3        |
| Votants              | Votants            | Votants     | Votants     | 14 512       | 60,27        | 15 579      | 64,7        |
| Blancs               | Blancs             | Blancs      | Blancs      | 422          | 2,91         | 330         | 2,12        |
| Nuls                 | Nuls               | Nuls        | Nuls        | 270          | 1,86         | 124         | 0,8         |
| Exprimés             | Exprimés           | Exprimés    | Exprimés    | 13 820       | 95,23        | 15 125      | 97,09       |
| * conseiller sortant |                    |             |             |              |              |             |             |

### Canton de Besançon-1
| Candidats            | Candidats               | Partis      | Partis      | Premier tour | Premier tour | Second tour | Second tour |
| Candidats            | Candidats               | Partis      | Partis      | Voix         | %            | Voix        | %           |
| -------------------- | ----------------------- | ----------- | ----------- | ------------ | ------------ | ----------- | ----------- |
| 1                    | Gérard Galliot*         |             | DVG         | 2 299        | 33,66        | 4 143       | 62,71       |
| 1                    | Myriam Lemercier        |             | PS          | 2 299        | 33,66        | 4 143       | 62,71       |
| 2                    | Christophe Lime         |             | PCF         | 777          | 11,37        |             |             |
| 2                    | Ludivine Petit          |             | DVG         | 777          | 11,37        |             |             |
| 3                    | Michel Omouri           |             | UMP         | 1 675        | 24,52        |             |             |
| 3                    | Christine Werthe        |             | UMP         | 1 675        | 24,52        |             |             |
| 4                    | Florent-Pierrick Baumer |             | FN          | 1 975        | 28,91        | 2 464       | 37,29       |
| 4                    | Élisabeth Chatelain     |             | FN          | 1 975        | 28,91        | 2 464       | 37,29       |
| 5                    | Fatma Kahriman          |             | DIV         | 105          | 1,54         |             |             |
| 5                    | Mehmet Yamakoglu        |             | DIV         | 105          | 1,54         |             |             |
|                      |                         |             |             |              |              |             |             |
| Inscrits             | Inscrits                | Inscrits    | Inscrits    | 16 750       | 100,00       | 16 750      | 100,00      |
| Abstentions          | Abstentions             | Abstentions | Abstentions | 9 558        | 57,06        | 9 350       | 55,82       |
| Votants              | Votants                 | Votants     | Votants     | 7 192        | 42,94        | 7 400       | 44,18       |
| Blancs               | Blancs                  | Blancs      | Blancs      | 238          | 3,31         | 573         | 7,74        |
| Nuls                 | Nuls                    | Nuls        | Nuls        | 123          | 1,71         | 220         | 2,97        |
| Exprimés             | Exprimés                | Exprimés    | Exprimés    | 6 831        | 94,98        | 6 607       | 89,28       |
| * conseiller sortant |                         |             |             |              |              |             |             |

### Canton de Besançon-2
| Candidats            | Candidats           | Partis      | Partis      | Premier tour | Premier tour | Second tour | Second tour |
| Candidats            | Candidats           | Partis      | Partis      | Voix         | %            | Voix        | %           |
| -------------------- | ------------------- | ----------- | ----------- | ------------ | ------------ | ----------- | ----------- |
| 1                    | Geneviève Decrion   |             | FN          | 2 057        | 23,64        |             |             |
| 1                    | Philippe Mougin     |             | FN          | 2 057        | 23,64        |             |             |
| 2                    | Catherine Barthelet |             | DVG         | 2 732        | 31,40        | 3 895       | 47,94       |
| 2                    | Vincent Fuster*     |             | PS          | 2 732        | 31,40        | 3 895       | 47,94       |
| 3                    | Pierre Chupin       |             | EÉLV        | 669          | 7,69         |             |             |
| 3                    | Cécile Prudhomme    |             | EÉLV        | 669          | 7,69         |             |             |
| 4                    | Alice Jomain        |             | PCF         | 510          | 5,86         |             |             |
| 4                    | Patrice Salzenstein |             | PCF         | 510          | 5,86         |             |             |
| 5                    | Françoise Branget   |             | UMP         | 2 734        | 31,42        | 4 229       | 52,06       |
| 5                    | Michel Vienet       |             | UMP         | 2 734        | 31,42        | 4 229       | 52,06       |
|                      |                     |             |             |              |              |             |             |
| Inscrits             | Inscrits            | Inscrits    | Inscrits    | 16 944       | 100,00       | 16 947      | 100,00      |
| Abstentions          | Abstentions         | Abstentions | Abstentions | 7 889        | 46,56        | 8 059       | 47,55       |
| Votants              | Votants             | Votants     | Votants     | 9 055        | 53,44        | 8 888       | 52,45       |
| Blancs               | Blancs              | Blancs      | Blancs      | 213          | 2,35         | 519         | 5,84        |
| Nuls                 | Nuls                | Nuls        | Nuls        | 140          | 1,55         | 245         | 2,76        |
| Exprimés             | Exprimés            | Exprimés    | Exprimés    | 8 702        | 96,1         | 8 124       | 91,4        |
| * conseiller sortant |                     |             |             |              |              |             |             |

### Canton de Besançon-3
| Candidats   | Candidats           | Partis      | Partis      | Premier tour | Premier tour | Second tour | Second tour |
| Candidats   | Candidats           | Partis      | Partis      | Voix         | %            | Voix        | %           |
| ----------- | ------------------- | ----------- | ----------- | ------------ | ------------ | ----------- | ----------- |
| 1           | Elsa Maillot        |             | PCF         | 1 099        | 11,50        |             |             |
| 1           | Gérard Monnier      |             | PCF         | 1 099        | 11,50        |             |             |
| 2           | Claude Mercier      |             | EÉLV        | 3 081        | 32,25        | 4 305       | 48,16       |
| 2           | Éliane Paulin       |             | DVG         | 3 081        | 32,25        | 4 305       | 48,16       |
| 3           | Marie-Laure Dalphin |             | UMP         | 2 984        | 31,23        | 4 634       | 51,84       |
| 3           | Philippe Gonon      |             | UDI         | 2 984        | 31,23        | 4 634       | 51,84       |
| 4           | Julien Acard        |             | FN          | 2 390        | 25,02        |             |             |
| 4           | Béatrice Jeandenand |             | FN          | 2 390        | 25,02        |             |             |
|             |                     |             |             |              |              |             |             |
| Inscrits    | Inscrits            | Inscrits    | Inscrits    | 20 520       | 100,00       | 20 520      | 100,00      |
| Abstentions | Abstentions         | Abstentions | Abstentions | 10 509       | 51,21        | 10 713      | 52,21       |
| Votants     | Votants             | Votants     | Votants     | 10 011       | 48,79        | 9 807       | 47,79       |
| Blancs      | Blancs              | Blancs      | Blancs      | 309          | 3,09         | 583         | 5,94        |
| Nuls        | Nuls                | Nuls        | Nuls        | 148          | 1,48         | 285         | 2,91        |
| Exprimés    | Exprimés            | Exprimés    | Exprimés    | 9 554        | 95,44        | 8 939       | 91,15       |

### Canton de Besançon-4
| Candidats            | Candidats              | Partis      | Partis      | Premier tour | Premier tour | Second tour | Second tour |
| Candidats            | Candidats              | Partis      | Partis      | Voix         | %            | Voix        | %           |
| -------------------- | ---------------------- | ----------- | ----------- | ------------ | ------------ | ----------- | ----------- |
| 1                    | Claudine Martel        |             | FN          | 2 087        | 21,11        |             |             |
| 1                    | Mikael Saint-Voirin    |             | FN          | 2 087        | 21,11        |             |             |
| 2                    | Sarti Hong             |             | DVG         | 2 494        | 25,23        | 4 246       | 46,38       |
| 2                    | Lotfi Saïd*            |             | PS          | 2 494        | 25,23        | 4 246       | 46,38       |
| 3                    | Odile Faivre-Petitjean |             | MoDem       | 2 766        | 27,98        | 4 909       | 53,62       |
| 3                    | Alain Loriguet         |             | UMP         | 2 766        | 27,98        | 4 909       | 53,62       |
| 4                    | Fatima Gherbi          |             | PCF         | 773          | 7,82         |             |             |
| 4                    | Georges Ubbiali        |             | NPA         | 773          | 7,82         |             |             |
| 5                    | Christophe Moyse       |             | EÉLV        | 847          | 8,57         |             |             |
| 5                    | Corinne Tissier        |             | EÉLV        | 847          | 8,57         |             |             |
| 6                    | Joëlle Comte           |             | DVD         | 600          | 6,07         |             |             |
| 6                    | Patrick Ronot*         |             | DVD         | 600          | 6,07         |             |             |
| 7                    | Éric Putot             |             | DVG         | 317          | 3,21         |             |             |
| 7                    | Lise Rueflin           |             | DVG         | 317          | 3,21         |             |             |
|                      |                        |             |             |              |              |             |             |
| Inscrits             | Inscrits               | Inscrits    | Inscrits    | 20 588       | 100,00       | 20 588      | 100,00      |
| Abstentions          | Abstentions            | Abstentions | Abstentions | 10 296       | 50,01        | 10 491      | 50,96       |
| Votants              | Votants                | Votants     | Votants     | 10 292       | 49,99        | 10 097      | 49,04       |
| Blancs               | Blancs                 | Blancs      | Blancs      | 285          | 2,77         | 627         | 6,21        |
| Nuls                 | Nuls                   | Nuls        | Nuls        | 123          | 1,2          | 315         | 3,12        |
| Exprimés             | Exprimés               | Exprimés    | Exprimés    | 9 884        | 96,04        | 9 155       | 90,67       |
| * conseiller sortant |                        |             |             |              |              |             |             |

### Canton de Besançon-5
| Candidats            | Candidats                | Partis      | Partis      | Premier tour | Premier tour | Second tour | Second tour |
| Candidats            | Candidats                | Partis      | Partis      | Voix         | %            | Voix        | %           |
| -------------------- | ------------------------ | ----------- | ----------- | ------------ | ------------ | ----------- | ----------- |
| 1                    | Delphine Garnavault      |             | DVG         | 1 131        | 11,95        |             |             |
| 1                    | Jean-Christophe Jacottot |             | DVG         | 1 131        | 11,95        |             |             |
| 2                    | Catherine Cuinet         |             | DVD         | 3 077        | 32,51        | 4 649       | 52,7        |
| 2                    | Ludovic Fagaut           |             | UMP         | 3 077        | 32,51        | 4 649       | 52,7        |
| 3                    | Yves-Michel Dahoui*      |             | PS          | 3 070        | 32,43        | 4 172       | 47,3        |
| 3                    | Michèle de Wilde         |             | PS          | 3 070        | 32,43        | 4 172       | 47,3        |
| 4                    | Jean-Claude Lechine      |             | FN          | 2 188        | 23,11        |             |             |
| 4                    | Annick Liaudat           |             | FN          | 2 188        | 23,11        |             |             |
|                      |                          |             |             |              |              |             |             |
| Inscrits             | Inscrits                 | Inscrits    | Inscrits    | 18 408       | 100,00       | 18 407      | 100,00      |
| Abstentions          | Abstentions              | Abstentions | Abstentions | 8 485        | 46,09        | 8 697       | 47,25       |
| Votants              | Votants                  | Votants     | Votants     | 9 923        | 53,91        | 9 710       | 52,75       |
| Blancs               | Blancs                   | Blancs      | Blancs      | 299          | 3,01         | 555         | 5,72        |
| Nuls                 | Nuls                     | Nuls        | Nuls        | 158          | 1,59         | 334         | 3,44        |
| Exprimés             | Exprimés                 | Exprimés    | Exprimés    | 9 466        | 95,39        | 8 821       | 90,84       |
| * conseiller sortant |                          |             |             |              |              |             |             |

### Canton de Besançon-6
| Candidats            | Candidats             | Partis      | Partis      | Premier tour | Premier tour | Second tour | Second tour |
| Candidats            | Candidats             | Partis      | Partis      | Voix         | %            | Voix        | %           |
| -------------------- | --------------------- | ----------- | ----------- | ------------ | ------------ | ----------- | ----------- |
| 1                    | Liliane Boucon        |             | FN          | 2 457        | 25,33        | 3 166       | 34,75       |
| 1                    | Pierre Guyot          |             | FN          | 2 457        | 25,33        | 3 166       | 34,75       |
| 2                    | Claude Jeannerot*     |             | PS          | 3 458        | 35,65        | 5 945       | 65,25       |
| 2                    | Géraldine Leroy       |             | DVG         | 3 458        | 35,65        | 5 945       | 65,25       |
| 3                    | Benoît Maillard-Salin |             | PG          | 484          | 4,99         |             |             |
| 3                    | Susan Severson        |             | PG          | 484          | 4,99         |             |             |
| 4                    | Pascal Bonnet         |             | UMP         | 2 436        | 25,12        |             |             |
| 4                    | Sylvie Thivet         |             | DVD         | 2 436        | 25,12        |             |             |
| 5                    | Guy Lazar             |             | DVG         | 864          | 8,91         |             |             |
| 5                    | Annie Menetrier       |             | PCF         | 864          | 8,91         |             |             |
|                      |                       |             |             |              |              |             |             |
| Inscrits             | Inscrits              | Inscrits    | Inscrits    | 19 966       | 100,00       | 19 927      | 100,00      |
| Abstentions          | Abstentions           | Abstentions | Abstentions | 9 861        | 49,39        | 9 671       | 48,53       |
| Votants              | Votants               | Votants     | Votants     | 10 105       | 50,61        | 10 256      | 51,47       |
| Blancs               | Blancs                | Blancs      | Blancs      | 285          | 2,82         | 834         | 8,13        |
| Nuls                 | Nuls                  | Nuls        | Nuls        | 121          | 1,2          | 311         | 3,03        |
| Exprimés             | Exprimés              | Exprimés    | Exprimés    | 9 699        | 95,98        | 9 111       | 88,84       |
| * conseiller sortant |                       |             |             |              |              |             |             |

### Canton de Bethoncourt
| Candidats            | Candidats            | Partis      | Partis      | Premier tour | Premier tour | Second tour | Second tour |
| Candidats            | Candidats            | Partis      | Partis      | Voix         | %            | Voix        | %           |
| -------------------- | -------------------- | ----------- | ----------- | ------------ | ------------ | ----------- | ----------- |
| 1                    | Roland Boillot       |             | FN          | 3 345        | 35,84        | 4 223       | 45,47       |
| 1                    | Catherine Piotrowski |             | FN          | 3 345        | 35,84        | 4 223       | 45,47       |
| 2                    | Josette Pintucci     |             | PCF         | 460          | 4,93         |             |             |
| 2                    | Jean-Pierre Richard  |             | PCF         | 460          | 4,93         |             |             |
| 3                    | Magali Duvernois     |             | PS          | 3 077        | 32,97        | 5 064       | 54,53       |
| 3                    | Noël Gauthier        |             | PS          | 3 077        | 32,97        | 5 064       | 54,53       |
| 4                    | David Pierson        |             | UPR         | 166          | 1,78         |             |             |
| 4                    | Cécile Vendevogel    |             | UPR         | 166          | 1,78         |             |             |
| 5                    | Sophie Faivre        |             | UMP         | 2 284        | 24,47        |             |             |
| 5                    | Pierre Mazimann*     |             | DVD         | 2 284        | 24,47        |             |             |
|                      |                      |             |             |              |              |             |             |
| Inscrits             | Inscrits             | Inscrits    | Inscrits    | 19 995       | 100,00       | 20 002      | 100,00      |
| Abstentions          | Abstentions          | Abstentions | Abstentions | 10 289       | 51,46        | 9 807       | 49,03       |
| Votants              | Votants              | Votants     | Votants     | 9 706        | 48,54        | 10 195      | 50,97       |
| Blancs               | Blancs               | Blancs      | Blancs      | 249          | 2,57         | 627         | 6,15        |
| Nuls                 | Nuls                 | Nuls        | Nuls        | 125          | 1,29         | 281         | 2,76        |
| Exprimés             | Exprimés             | Exprimés    | Exprimés    | 9 332        | 96,15        | 9 287       | 91,09       |
| * conseiller sortant |                      |             |             |              |              |             |             |

### Canton de Frasne
| Candidats   | Candidats                 | Partis      | Partis      | Premier tour | Premier tour | Second tour | Second tour |
| Candidats   | Candidats                 | Partis      | Partis      | Voix         | %            | Voix        | %           |
| ----------- | ------------------------- | ----------- | ----------- | ------------ | ------------ | ----------- | ----------- |
| 1           | David Navion              |             | FN          | 2 218        | 26,94        | 1 943       | 23,03       |
| 1           | Anne Troncin              |             | FN          | 2 218        | 26,94        | 1 943       | 23,03       |
| 2           | Gérard Dèque              |             | DIV         | 2 632        | 31,97        | 2 687       | 31,85       |
| 2           | Géraldine Tissot-Trullard |             | DIV         | 2 632        | 31,97        | 2 687       | 31,85       |
| 3           | Philippe Alpy             |             | DVD         | 3 382        | 41,08        | 3 806       | 45,12       |
| 3           | Michèle Letoublon         |             | DVD         | 3 382        | 41,08        | 3 806       | 45,12       |
|             |                           |             |             |              |              |             |             |
| Inscrits    | Inscrits                  | Inscrits    | Inscrits    | 16 632       | 100,00       | 16 632      | 100,00      |
| Abstentions | Abstentions               | Abstentions | Abstentions | 7 673        | 46,13        | 7 719       | 46,41       |
| Votants     | Votants                   | Votants     | Votants     | 8 959        | 53,87        | 8 913       | 53,59       |
| Blancs      | Blancs                    | Blancs      | Blancs      | 444          | 4,96         | 323         | 3,62        |
| Nuls        | Nuls                      | Nuls        | Nuls        | 283          | 3,16         | 154         | 1,73        |
| Exprimés    | Exprimés                  | Exprimés    | Exprimés    | 8 232        | 91,89        | 8 436       | 94,65       |

### Canton de Maîche
| Candidats            | Candidats          | Partis      | Partis      | Premier tour | Premier tour | Second tour | Second tour |
| Candidats            | Candidats          | Partis      | Partis      | Voix         | %            | Voix        | %           |
| -------------------- | ------------------ | ----------- | ----------- | ------------ | ------------ | ----------- | ----------- |
| 1                    | Christine Bouquin* |             | DVD         | 4 203        | 46,26        | 5 693       | 66,84       |
| 1                    | Serge Cagnon       |             | DVD         | 4 203        | 46,26        | 5 693       | 66,84       |
| 2                    | Didier Lenfant     |             | FN          | 2 715        | 29,88        | 2 824       | 33,16       |
| 2                    | Élisabeth Renaud   |             | FN          | 2 715        | 29,88        | 2 824       | 33,16       |
| 3                    | Pascal Tournoux    |             | DVG         | 2 168        | 23,86        |             |             |
| 3                    | Chantal Vernier    |             | DVG         | 2 168        | 23,86        |             |             |
|                      |                    |             |             |              |              |             |             |
| Inscrits             | Inscrits           | Inscrits    | Inscrits    | 17 446       | 100,00       | 17 440      | 100,00      |
| Abstentions          | Abstentions        | Abstentions | Abstentions | 7 851        | 45           | 7 925       | 45,44       |
| Votants              | Votants            | Votants     | Votants     | 9 595        | 55           | 9 515       | 54,56       |
| Blancs               | Blancs             | Blancs      | Blancs      | 302          | 3,15         | 652         | 6,85        |
| Nuls                 | Nuls               | Nuls        | Nuls        | 207          | 2,16         | 346         | 3,64        |
| Exprimés             | Exprimés           | Exprimés    | Exprimés    | 9 086        | 94,7         | 8 517       | 89,51       |
| * conseiller sortant |                    |             |             |              |              |             |             |

### Canton de Montbéliard
| Candidats   | Candidats               | Partis      | Partis      | Premier tour | Premier tour | Second tour | Second tour |
| Candidats   | Candidats               | Partis      | Partis      | Voix         | %            | Voix        | %           |
| ----------- | ----------------------- | ----------- | ----------- | ------------ | ------------ | ----------- | ----------- |
| 1           | Anna Maillard           |             | EÉLV        | 480          | 6,09         |             |             |
| 1           | Alain Poncet            |             | EÉLV        | 480          | 6,09         |             |             |
| 2           | Myriam Chiappa-Kiger    |             | PS          | 2 051        | 26,00        |             |             |
| 2           | Jérôme Trossat          |             | PS          | 2 051        | 26,00        |             |             |
| 3           | Françoise Baquet-Chatel |             | PCF         | 428          | 5,43         |             |             |
| 3           | Lionel Manière          |             | PCF         | 428          | 5,43         |             |             |
| 4           | Virginie Chavey         |             | UMP         | 2 540        | 32,2         | 4 677       | 65,02       |
| 4           | Jean-Luc Guyon          |             | UMP         | 2 540        | 32,2         | 4 677       | 65,02       |
| 5           | Esref Bulut             |             | DIV         | 109          | 1,38         |             |             |
| 5           | Senay Unlu              |             | DIV         | 109          | 1,38         |             |             |
| 6           | Sylvain Mary            |             | FN          | 2 279        | 28,90        | 2 516       | 34,98       |
| 6           | Sylvianne Schott        |             | FN          | 2 279        | 28,90        | 2 516       | 34,98       |
|             |                         |             |             |              |              |             |             |
| Inscrits    | Inscrits                | Inscrits    | Inscrits    | 18 307       | 100,00       | 18 307      | 100,00      |
| Abstentions | Abstentions             | Abstentions | Abstentions | 10 058       | 54,94        | 10 119      | 55,27       |
| Votants     | Votants                 | Votants     | Votants     | 8 249        | 45,06        | 8 188       | 44,73       |
| Blancs      | Blancs                  | Blancs      | Blancs      | 287          | 3,48         | 780         | 9,53        |
| Nuls        | Nuls                    | Nuls        | Nuls        | 75           | 0,91         | 215         | 2,63        |
| Exprimés    | Exprimés                | Exprimés    | Exprimés    | 7 887        | 95,61        | 7 193       | 87,85       |

### Canton de Morteau
| Candidats            | Candidats                 | Partis      | Partis      | Premier tour | Premier tour | Second tour | Second tour |
| Candidats            | Candidats                 | Partis      | Partis      | Voix         | %            | Voix        | %           |
| -------------------- | ------------------------- | ----------- | ----------- | ------------ | ------------ | ----------- | ----------- |
| 1                    | Sabine Mahe               |             | FN          | 2 114        | 22,49        |             |             |
| 1                    | Jérémy Navion             |             | FN          | 2 114        | 22,49        |             |             |
| 2                    | Élisabeth Redoutey        |             | DVG         | 3 294        | 35,05        | 3 672       | 41,53       |
| 2                    | Gilles Robert*            |             | PS          | 3 294        | 35,05        | 3 672       | 41,53       |
| 3                    | Jacqueline Cuenot-Stalder |             | UMP         | 3 990        | 42,46        | 5 170       | 58,47       |
| 3                    | Denis Leroux              |             | UMP         | 3 990        | 42,46        | 5 170       | 58,47       |
|                      |                           |             |             |              |              |             |             |
| Inscrits             | Inscrits                  | Inscrits    | Inscrits    | 18 746       | 100,00       | 18 746      | 100,00      |
| Abstentions          | Abstentions               | Abstentions | Abstentions | 8 819        | 47,04        | 9 171       | 48,92       |
| Votants              | Votants                   | Votants     | Votants     | 9 927        | 52,96        | 9 575       | 51,08       |
| Blancs               | Blancs                    | Blancs      | Blancs      | 328          | 3,3          | 448         | 4,68        |
| Nuls                 | Nuls                      | Nuls        | Nuls        | 201          | 2,02         | 285         | 2,98        |
| Exprimés             | Exprimés                  | Exprimés    | Exprimés    | 9 398        | 94,67        | 8 842       | 92,34       |
| * conseiller sortant |                           |             |             |              |              |             |             |

### Canton d'Ornans
| Candidats            | Candidats          | Partis      | Partis      | Premier tour | Premier tour | Second tour | Second tour |
| Candidats            | Candidats          | Partis      | Partis      | Voix         | %            | Voix        | %           |
| -------------------- | ------------------ | ----------- | ----------- | ------------ | ------------ | ----------- | ----------- |
| 1                    | Béatrix Loizon*    |             | DVD         | 4 913        | 46,78        | 5 410       | 50,67       |
| 1                    | Alain Marguet      |             | UMP         | 4 913        | 46,78        | 5 410       | 50,67       |
| 2                    | Christophe Garnier |             | DVG         | 2 624        | 24,99        | 2 580       | 24,17       |
| 2                    | Colette Groleau    |             | DVG         | 2 624        | 24,99        | 2 580       | 24,17       |
| 3                    | Marianne Bernard   |             | FN          | 2 965        | 28,23        | 2 686       | 25,16       |
| 3                    | Christophe Mahe    |             | FN          | 2 965        | 28,23        | 2 686       | 25,16       |
|                      |                    |             |             |              |              |             |             |
| Inscrits             | Inscrits           | Inscrits    | Inscrits    | 18 806       | 100,00       | 18 794      | 100,00      |
| Abstentions          | Abstentions        | Abstentions | Abstentions | 7 490        | 39,83        | 7 554       | 40,19       |
| Votants              | Votants            | Votants     | Votants     | 11 316       | 60,17        | 11 240      | 59,81       |
| Blancs               | Blancs             | Blancs      | Blancs      | 538          | 4,75         | 380         | 3,38        |
| Nuls                 | Nuls               | Nuls        | Nuls        | 276          | 2,44         | 184         | 1,64        |
| Exprimés             | Exprimés           | Exprimés    | Exprimés    | 10 502       | 92,81        | 10 676      | 94,98       |
| * conseiller sortant |                    |             |             |              |              |             |             |

### Canton de Pontarlier
| Candidats            | Candidats         | Partis      | Partis      | Premier tour | Premier tour | Second tour | Second tour |
| Candidats            | Candidats         | Partis      | Partis      | Voix         | %            | Voix        | %           |
| -------------------- | ----------------- | ----------- | ----------- | ------------ | ------------ | ----------- | ----------- |
| 1                    | Christian Bouday* |             | DVG         | 1 911        | 22,59        |             |             |
| 1                    | Liliane Lucchesi  |             | PS          | 1 911        | 22,59        |             |             |
| 2                    | Claire Colin      |             | EÉLV        | 1 009        | 11,93        |             |             |
| 2                    | Jean-Luc Faivre   |             | EÉLV        | 1 009        | 11,93        |             |             |
| 3                    | Florence Rogeboz  |             | DVD         | 3 291        | 38,9         | 5 365       | 72,29       |
| 3                    | Pierre Simon      |             | UDI         | 3 291        | 38,9         | 5 365       | 72,29       |
| 4                    | Cyril Gagneur     |             | FN          | 2 127        | 25,14        | 2 056       | 27,71       |
| 4                    | Éliane Lechine    |             | FN          | 2 127        | 25,14        | 2 056       | 27,71       |
| 5                    | Hafize Nomal      |             | DIV         | 122          | 1,44         |             |             |
| 5                    | Abdullah Yucel    |             | DIV         | 122          | 1,44         |             |             |
|                      |                   |             |             |              |              |             |             |
| Inscrits             | Inscrits          | Inscrits    | Inscrits    | 18 352       | 100,00       | 18 340      | 100,00      |
| Abstentions          | Abstentions       | Abstentions | Abstentions | 9 469        | 51,6         | 9 897       | 53,96       |
| Votants              | Votants           | Votants     | Votants     | 8 883        | 48,4         | 8 443       | 46,04       |
| Blancs               | Blancs            | Blancs      | Blancs      | 286          | 3,22         | 731         | 8,66        |
| Nuls                 | Nuls              | Nuls        | Nuls        | 137          | 1,54         | 291         | 3,45        |
| Exprimés             | Exprimés          | Exprimés    | Exprimés    | 8 460        | 95,24        | 7 421       | 87,9        |
| * conseiller sortant |                   |             |             |              |              |             |             |

### Canton de Saint-Vit
| Candidats            | Candidats              | Partis      | Partis      | Premier tour | Premier tour | Second tour | Second tour |
| Candidats            | Candidats              | Partis      | Partis      | Voix         | %            | Voix        | %           |
| -------------------- | ---------------------- | ----------- | ----------- | ------------ | ------------ | ----------- | ----------- |
| 1                    | Annick Jacquemet*      |             | UMP         | 3 337        | 34,62        | 3 938       | 39,26       |
| 1                    | Thierry Maire Du Poset |             | DVD         | 3 337        | 34,62        | 3 938       | 39,26       |
| 2                    | Christel Hudry         |             | FN          | 3 257        | 33,79        | 3 164       | 31,54       |
| 2                    | Robert Sennerich       |             | FN          | 3 257        | 33,79        | 3 164       | 31,54       |
| 3                    | Alexandre Cheval       |             | PS          | 2 261        | 23,46        | 2 929       | 29,2        |
| 3                    | Sylvie Luccisano       |             | DVG         | 2 261        | 23,46        | 2 929       | 29,2        |
| 4                    | Jacques Menigoz        |             | DVG         | 783          | 8,12         |             |             |
| 4                    | Sylvie Vachoux         |             | DVG         | 783          | 8,12         |             |             |
|                      |                        |             |             |              |              |             |             |
| Inscrits             | Inscrits               | Inscrits    | Inscrits    | 17 463       | 100,00       | 17 469      | 100,00      |
| Abstentions          | Abstentions            | Abstentions | Abstentions | 7 318        | 41,91        | 7 021       | 40,19       |
| Votants              | Votants                | Votants     | Votants     | 10 145       | 58,09        | 10 448      | 59,81       |
| Blancs               | Blancs                 | Blancs      | Blancs      | 328          | 3,23         | 299         | 2,86        |
| Nuls                 | Nuls                   | Nuls        | Nuls        | 179          | 1,76         | 118         | 1,13        |
| Exprimés             | Exprimés               | Exprimés    | Exprimés    | 9 638        | 95           | 10 031      | 96,01       |
| * conseiller sortant |                        |             |             |              |              |             |             |

### Canton de Valdahon
| Candidats            | Candidats       | Partis      | Partis      | Premier tour | Premier tour | Second tour | Second tour |
| Candidats            | Candidats       | Partis      | Partis      | Voix         | %            | Voix        | %           |
| -------------------- | --------------- | ----------- | ----------- | ------------ | ------------ | ----------- | ----------- |
| 1                    | Sylvie Le Hir   |             | UMP         | 3 908        | 40,52        | 4 573       | 46,03       |
| 1                    | Thierry Vernier |             | DVD         | 3 908        | 40,52        | 4 573       | 46,03       |
| 2                    | Léon Bessot*    |             | DVG         | 2 989        | 30,99        | 3 008       | 30,28       |
| 2                    | Isabelle Nicod  |             | DVG         | 2 989        | 30,99        | 3 008       | 30,28       |
| 3                    | Audrey Dumain   |             | FN          | 2 748        | 28,49        | 2 353       | 23,69       |
| 3                    | Yannick Flour   |             | FN          | 2 748        | 28,49        | 2 353       | 23,69       |
|                      |                 |             |             |              |              |             |             |
| Inscrits             | Inscrits        | Inscrits    | Inscrits    | 16 797       | 100,00       | 16 847      | 100,00      |
| Abstentions          | Abstentions     | Abstentions | Abstentions | 6 609        | 39,35        | 6 481       | 38,47       |
| Votants              | Votants         | Votants     | Votants     | 10 188       | 60,65        | 10 366      | 61,53       |
| Blancs               | Blancs          | Blancs      | Blancs      | 331          | 3,25         | 278         | 2,68        |
| Nuls                 | Nuls            | Nuls        | Nuls        | 212          | 2,08         | 154         | 1,49        |
| Exprimés             | Exprimés        | Exprimés    | Exprimés    | 9 645        | 94,67        | 9 934       | 95,83       |
| * conseiller sortant |                 |             |             |              |              |             |             |

### Canton de Valentigney
| Candidats            | Candidats           | Partis      | Partis      | Premier tour | Premier tour | Second tour | Second tour |
| Candidats            | Candidats           | Partis      | Partis      | Voix         | %            | Voix        | %           |
| -------------------- | ------------------- | ----------- | ----------- | ------------ | ------------ | ----------- | ----------- |
| 1                    | Salem Drici         |             | DVG         | 442          | 4,44         |             |             |
| 1                    | Sevim Guler-Celik   |             | DVG         | 442          | 4,44         |             |             |
| 2                    | Frédéric Barbier*   |             | PS          | 3 771        | 37,91        | 5 449       | 54,18       |
| 2                    | Martine Voidey      |             | DVG         | 3 771        | 37,91        | 5 449       | 54,18       |
| 3                    | Jean-Pierre Hocquet |             | DVD         | 1 970        | 19,80        |             |             |
| 3                    | Maryline Scalabrini |             | DVD         | 1 970        | 19,80        |             |             |
| 4                    | Jean-Pascal Eme     |             | FN          | 3 764        | 37,84        | 4 609       | 45,82       |
| 4                    | Patricia Mougin     |             | FN          | 3 764        | 37,84        | 4 609       | 45,82       |
|                      |                     |             |             |              |              |             |             |
| Inscrits             | Inscrits            | Inscrits    | Inscrits    | 20 516       | 100,00       | 20 516      | 100,00      |
| Abstentions          | Abstentions         | Abstentions | Abstentions | 10 114       | 49,3         | 9 540       | 46,5        |
| Votants              | Votants             | Votants     | Votants     | 10 402       | 50,7         | 10 976      | 53,5        |
| Blancs               | Blancs              | Blancs      | Blancs      | 281          | 2,7          | 591         | 5,38        |
| Nuls                 | Nuls                | Nuls        | Nuls        | 174          | 1,67         | 327         | 2,98        |
| Exprimés             | Exprimés            | Exprimés    | Exprimés    | 9 947        | 95,63        | 10 058      | 91,64       |
| * conseiller sortant |                     |             |             |              |              |             |             |